# 今治インターチェンジ

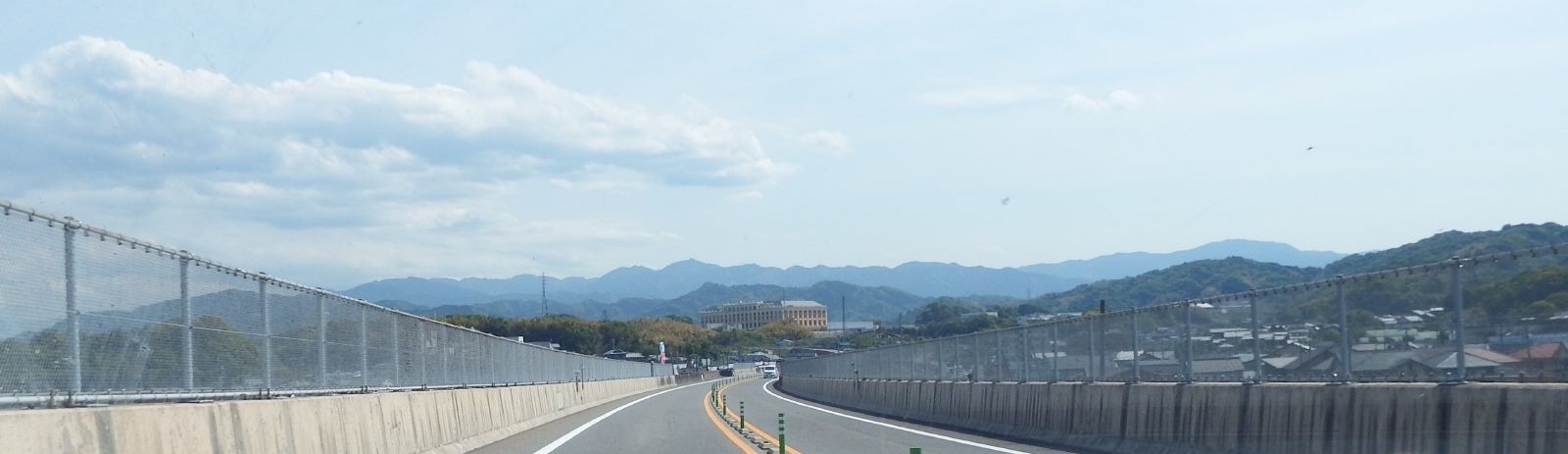
今治ICへ南下して向かう

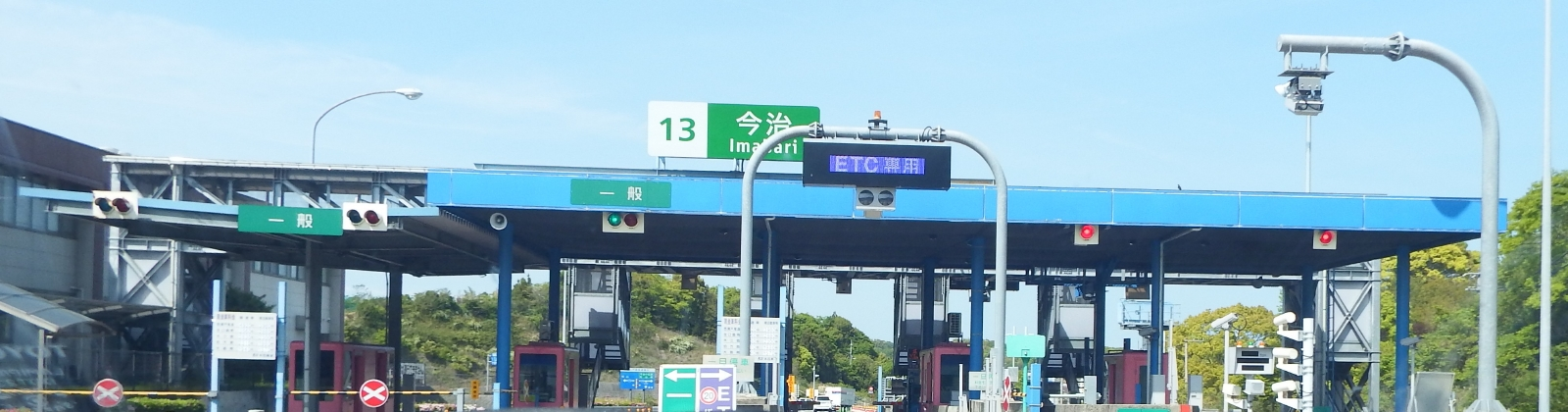
出口

今治インターチェンジ（いまばりインターチェンジ）は、愛媛県今治市にある西瀬戸自動車道（通称：しまなみ海道）のインターチェンジである。また、西瀬戸自動車道の終点、および事業中の今治小松自動車道（今治道路）の起点である。

## 概要
当ICは西瀬戸自動車道と今治小松自動車道の接続点であり、将来、今治IC - 今治湯ノ浦IC間が供用すると、本州と松山自動車道を接続する幹線道路になる予定である。
隣の今治北ICは本州方面出入口だけのハーフICのため、当ICから流入すると大島南IC以北で流出することになる。
計画段階では「今治南IC」として計画されていた。また、2004年3月31日までは大島南ICに料金所がなかったため、当ICで上下線とも料金収受を行っていた。
なお、料金所付近には高速道路交通警察隊今治分駐隊が置かれている。

## 道路
- E76 西瀬戸自動車道（13番）
- E76 今治小松自動車道（今治道路） - 事業中
- 接続する道路：国道196号

## 料金所
- ブース数：5

### 入口
- ブース数：2
  - ETC専用：1
  - 一般：1

### 出口
- ブース数：3
  - ETC専用：1
  - 一般：2

## 周辺
- 愛媛県警察高速道路交通警察隊今治分駐隊
- 今治警察署
- 本州四国連絡高速道路株式会社しまなみ今治管理センター
- 今治市制50年記念公園
- そよら今治馬越
- イオン今治阿方ショッピングセンター
- 今治明徳短期大学
- 今治明徳中学校・高等学校矢田分校
- 今治新都市第1地区
  - イオンモール今治新都市
  - ありがとうサービス.夢スタジアム
- 今治港

## 隣
E76 西瀬戸自動車道
(11)大島南IC - (12)今治北IC/来島海峡SA/BS -  (13) 今治IC
E76 今治小松自動車道（今治道路）
(13)今治IC - （今治TB : 予定） - （今治朝倉IC : 予定）